# Arundhati Roy

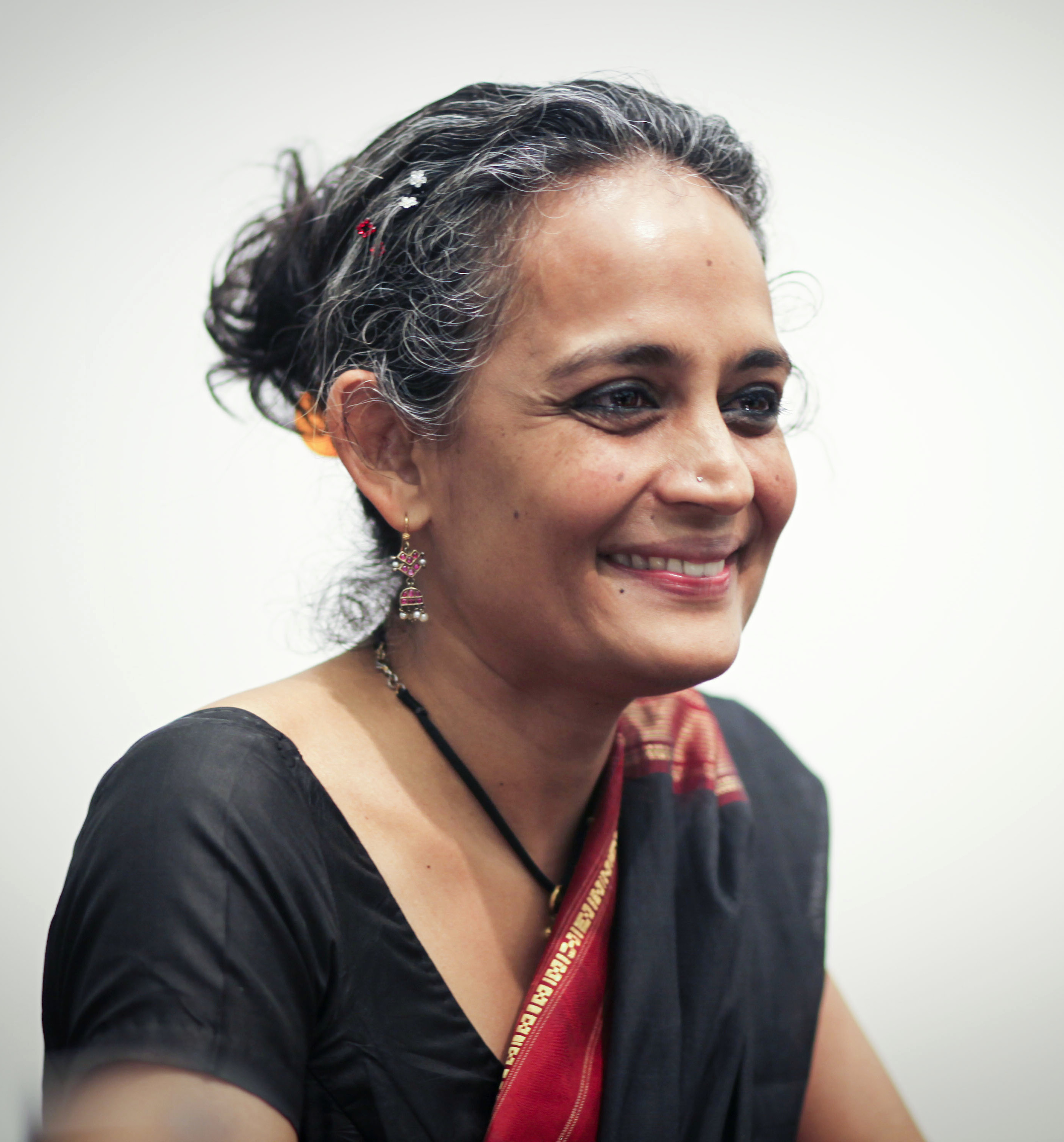
Arundhati Roy

Suzanna Arundhati Roy (* 24. listopadu 1961, Šilaung, Méghálaj, Indie) je spisovatelka (píšící v angličtině) a aktivistka, která v roce 1997 vyhrála cenu Booker Prize (za novelu The God of Small Things, a v roce 2002 cenu "Cultural Freedom Prize" v Lannan. Je také autorkou dvou scénářů a množství sbírek esejí. Roy je především známá aktivistka bojující za prosazení sociální i ekonomické spravedlnosti.

## Život
Arundhati Roy se narodila ve městě Šilaung, indickém státě Méghálaj, kéralské matce z církve Syrští křesťané Mary Roy, která byla aktivistkou v hnutí za práva žen, a bengálskému otci, pěstiteli čaje.
Dětství strávila v Aymanamu v Kérale a do školy chodila nejprve v Kottayamu a poté do Lawrence School Lovedale, v Tamilnádu. Poté studovala architekturu na School of Planning and Architecture v Novém Dillí, kde potkala svého prvního manžela, architekta Gerarda da Cunha.
Svého druhého manžela, filmaře Pradipa Krishena Roy potkala v roce 1984 a zahrála si i venkovskou dívku v jeho ceněném filmu Massey Sahib. Dokud nezačala být finančně nezávislá díky úspěchu jejího románu The God of Small Things, vyzkoušela mnoho nejrůznějších zaměstnání, včetně vedení hodin aerobiku v pětihvězdičkovém hotelu v Novém Dillí. Roy je sestřenicí známé indické celebrity Prannoye Roye, které vede významnou mediální skupinu NDTV, a žije v Novém Dillí.

## Kariéra

### Práce
Na počátku své kariéry Roy pracovala pro televizi a točila filmy. Napsala scénáře k In Which Annie Gives It Those Ones (1989), filmu založenému na jejích zážitcích coby studentky architektury, režírovaném jejím současným manželem a k Electric Moon (1992); v obou též hrála. Roy přitáhla pozornost v roce 1994, kdy kritizovala film Bandit Queen Shekhara Kapura, popisující život banditky Phoolan Devi.

### Knihy
- The God of Small Things. Flamingo, 1997. ISBN 0-00-655068-1.
- The End of Imagination. Kottayam: D.C. Books, 1998. ISBN 81-7130-867-8.
- The Cost of Living. Flamingo, 1999. ISBN 0-375-75614-0. Contains the essays "The Greater Common Good" and "The End of Imagination."
- The Greater Common Good. Bombay: India Book Distributor, 1999. ISBN 81-7310-121-3.
- The Algebra of Infinite Justice. Flamingo, 2002. ISBN 0-00-714949-2. Collection of essays: "The End of Imagination," "The Greater Common Good," "Power Politics", "The Ladies Have Feelings, So...," "The Algebra of Infinite Justice," "War is Peace," "Democracy," "War Talk", and "Come September."
- Power Politics. Cambridge: South End Press, 2002. ISBN 0-89608-668-2.
- War Talk. Cambridge: South End Press, 2003. ISBN 0-89608-724-7.
- Foreword to Noam Chomsky, For Reasons of State. 2003. ISBN 1-56584-794-6.
- An Ordinary Person's Guide To Empire. Consortium, 2004. ISBN 0-89608-727-1.
- Public Power in the Age of Empire Seven Stories Press, 2004. ISBN 1-58322-682-6.
- The Checkbook and the Cruise Missile: Conversations with Arundhati Roy. Interviews by David Barsamian. Cambridge: South End Press, 2004. ISBN 0-89608-710-7.
- Introduction to 13 December, a Reader: The Strange Case of the Attack on the Indian Parliament. New Delhi, New York: Penguin, 2006. ISBN 0-14-310182-X.
- The Shape of the Beast: Conversations with Arundhati Roy. New Delhi: Penguin, Viking, 2008. ISBN 978-0-670-08207-0.

### Knihy a články o Arundhati Roy
- ANŪP, Si. Arundhatiyuṭ̣e atbhutalōkaṃ. Trivandrum: New Indian Books, 1997.
- BALVANNANADHAN, Aïda. Arundhati Roy’s The God of Small Things. New Delhi: Prestige Books, 2007. ISBN 8175511931.
- BHATT, Indira, Indira Nityanandam. Explorations: Arundhati Roy’s The God of Small Things. New Delhi: Creative Books, 1999. ISBN 8186318569.
- "The Politics of Design," in CH'IEN, Evelyn Nien-Ming. Weird English. [s.l.]: Harvard UP, 2005. Dostupné online. ISBN 9780674018198. S. 154–99.
- DHAWAN, R.K. Arundhati Roy, the novelist extraordinary. New Delhi: Prestige Books, 1999. ISBN 8175510609.
- DODIYA, Jaydipsinh, Joya Chakravarty. The Critical studies of Arundhati Roy’s The God of Small Things. New Delhi: Atlantic, 1999. Dostupné online. ISBN 8171568505.
- DURIX, Carole, Jean-Pierre Durix. Reading Arundhati Roy’s The God of Small Things. Dijon: Editions universitaires de Dijon, 2002. ISBN 2905965800.
- GHOSH, Ranjan, Antonia Navarro-Tejero. Globalizing dissent: Essays on Arundhati Roy. New York: Routledge, 2009. ISBN 9780415995597.
- JŌSAPHMĀTYU, Ēt̲t̲umānūr. Arundhati R̲ōyiyuṭe Da gōḍ ōph smōḷ tiṅgs: kathayuṃ kāryavuṃ: sāhitya paṭhanam. Kottayam: Toms Literary Editions, 1997.
- MULLANEY, Julie. Arundhati Roy’s The God of Small Things: A reader’s guide. New York: Continuum, 2002. Dostupné online. ISBN 0826453279.
- NAVARRO-TEJERO, Antonia. Gender and caste in the Anglophone-Indian novels of Arundhati Roy and Githa Hariharan: feminist issues in cross-cultural perspectives. Lewiston: Edwin Mellen, 2005. ISBN 0773459952.
- PATHAK, R.S. The fictional world of Arundhati Roy. New Delhi: Creative Books, 2001. ISBN 8186318844.
- PRASAD, Murari, Bill Ashcroft (foreword). Arundhati Roy, critical perspectives. Delhi: Pencraft International, 2006. ISBN 8185753768.
- ROY, Amitabh. The God of Small Things: A Novel of Social Commitment. [s.l.]: Atlantic, 2005. Dostupné online. ISBN 9788126904099. S. 37–38.
- SHARMA, A.P. The mind and the art of Arundhati Roy: a critical appraisal of her novel, The God of Small Things. New Delhi: Minerva, 2000. ISBN 817662120X.
- SHASHI, R.S., Bala Talwar. Arundhati Roy’s The God of Small Things: Critique and commentary. New Delhi: Creative Books, 1998. Dostupné online. ISBN 8186318542.
- TICKELL, Alex. Arundhati Roy’s The God of Small Things. New York: Routledge, 2007. ISBN 9780415358422.
- TŌMAS, Jōmi. Arundhati R̲ōy, kr̥tiyuṃ kāl̲cappāṭum. Kozhikode: Kar̲ant̲ Buks, 1997. ISBN 812400515X.

### Biografické
- Literary Encyclopedia (in-progress)
- SAWNET biography
- Bibliography

### Dílo, projevy
- We 'We,' documentary featuring the works of Arundhati Roy
- Come September Transcript of speech on 18 September 2002 and conversation with Howard Zinn
- Arundhati Roy on India, Iraq, U.S. Empire and Dissent – interview on Democracy Now!
- 'We have to become the global resistance' (Abridged version of speech at the World Social Forum in Mumbai, 16 January 2004)
- Tide? or Ivory Snow? Public Power in the Age of Empire (16 August 2004 speech in San Francisco)
- ABC Radio National transcript of Sydney Peace Prize Lecture (with audio) or download the speech here
- 'The Most Cowardly War in History'; opening statement at the Iraq tribunal (Article dated 24 June 2005)
- Podcast of Arundhati Roy and Pankaj Mishra discussing "India in the World" at the Shanghai International Literary Festival

### Ostatní
- We, a political documentary about Roy's words. Available online.
- Arundhati Roy denounces Indian democracy by Atul Cowshish
- Carreira, Shirley de S. G.A representação da mulher em Shame, de Salman Rushdie, e O deus das pequenas coisas, de Arundathi Roy. In: MONTEIRO, Conceição & LIMA, Tereza M. de O. ed. Rio de Janeiro: Caetés, 2005
- "In the Valley of the Tigers"; Interview with Ascent magazine on the Narmada Valley
- Ch'ien, Evelyn Nien-Ming, "The Politics of Design" (Weird English. Cambridge: Harvard UP, 2004; 154-99). Essay on Roy's language. Available online.